# Franciszek Głogowski
Franciszek Głogowski herbu Grzymała – stolnik lubaczowski w 1767 roku, podczaszy lubaczowski w latach 1765–1767, starosta krzywiński.
Poseł na sejm konwokacyjny 1764 roku z województwa bełskiego. Na sejmie konwokacyjnym 1764 roku wyznaczony do Komisji Wojskowej Koronnej.